# 金剛院 (加須市)
金剛院（こんごういん）は、埼玉県加須市にある真言宗智山派の寺院。

## 歴史
創建年代は不明である。ただ騎西城築城の際に、現在の同市日出安から移転したという記録があることから、その頃までには既に存在していたものと推測される。一説によれば文禄年間（1592年 - 1596年）に移転したという。かつては27か寺の末寺を擁し、寺領25石を有する由緒ある寺院であった。
当院には加須市の文化財に指定されている「金剛院画像板碑」がある。通常の板碑のように梵字を刻むのではなく、阿弥陀三尊の来迎を刻んだものである。一時期は小川の橋板代わりとして横倒しになって置かれていたという。
当院の鐘楼は、一般的な鐘楼建築ではなく、鉄筋コンクリート造の一見するとキリスト教会の鐘塔のような趣があるが、吊るされているのは洋鐘ではなく仏教寺院の梵鐘である。

## 文化財
- 金剛院画像板碑（加須市指定有形文化財 昭和52年3月1日指定）[3]

## 交通アクセス
- 路線バス騎西城停留所より徒歩8分。